# Jornada del Río de Tetuán
La Jornada del río de Tetuán fue un exitoso bloqueo español del río de Tetuán (actual río Martil) contra el sultanato saadí. Ocurrió el 8 de marzo de 1565, las fuerzas españolas fueron dirigidas por Álvaro de Bazán, Alonso de Bazán y Esteban de Guillisastegui, que fue herido durante la operación.

## Antecedentes
En el verano de 1564, España y sus aliados juntaron una gran flota y lanzaron una expedición contra el Peñón de Vélez de la Gomera, el cual estaba en poder del imperio otomano . Sitiaron la fortaleza y cayó al cabo de una semana. Tras esto, se le propuso a Felipe II de España bloquear la desembocadura del río de Tetuán para impedir el paso de los corsarios berberiscos a Tetuán, que era una de sus principales bases, y así asegurar el estrecho de Gibraltar. El rey aceptó y eligió a Álvaro de Bazán como comandante principal de la operación.

## Bloqueo

### Preparativos
La flota zarpó de Sanlúcar de Barrameda el 12 de febrero y se dirigió al Peñón de Vélez de la Gomera. Sin embargo, dos naos inglesas, que venían del río Loukkos, vieron a la flota española y de alguna manera se enteraron de la operación, por lo que informaron a los saadíes al respecto. La flota llegó a Ceuta poco después. Allí Álvaro de Bazán se puso en contacto con el gobernador portugués para que distrayera a los saadíes simulando un ataque a su territorio para poder llevar a cabo el ataque al río Tetuán. El gobernador no sólo aceptó, sinó que también envió 300 soldados portugueses y 2 bergantines más para ayudar a Álvaro de Bazán en la campaña. Los refuerzos de Gibraltar llegaron a Ceuta el 6 de marzo. Dos días después, el 8 de marzo, Álvaro de Bazán abandonó la ciudad y llegó a la desembocadura del río. La flota estaba compuesta por 5 galeras, 6 bergantines, 4 carabelas, 1 galeota y 3 chalupas.

### Operaciones
Al llegar, Álvaro de Bazán remolcó seis galeras con seis grandes barcazas para iniciar las operaciones de reconocimiento. Sin embargo, fueron atacados por soldados de Tetuán, comandados por el gobernador de la ciudad, para obstaculizar las operaciones, disparando contra los bergantines y esquifes que los conducían. Alonso de Bazán se vio obligado a desembarcar con 400 arcabuceros para contenerlos mediante escaramuzas. Esteban de Guillisastegui llenó las barcazas con grandes piedras y mortero hidráulico, lo que dificultó superar la corriente y llevarlas al lugar donde fueron hundidas en línea. Las galeras y los bergantines descargaron sobre ellos las piedras sueltas que transportaban, formando un dique en el que «se podía cruzar de una orilla a otra del río sin mojarse las rodillas». 4.000 arcabuceros saadíes y otomanos, 1.000 jinetes y 2 galeones otomanos llegaron y atacaron a los marineros en los esquifes y a los soldados en tierra mientras se reembarcaban y, tras media hora de batalla, los españoles y portugueses lograron repeler a los saadíes y otomanos, consolidando el bloqueo del río. Esta batalla causó más de 100 muertos y heridos entre los saadíes y otomanos y 4 muertos y 30 heridos entre los españolas y portuguesas.

## Consecuencias
Tras la campaña, España se aseguró el control del río durante el invierno. Dos días después, el 10 de marzo de 1565, Álvaro de Bazán llegó a Ceuta, donde envió una carta a Felipe II de España informándole de los acontecimientos de la campaña. Ordenó que se atendiera a los heridos, se repararan las piezas de los barcos y se preparara una búsqueda de galeras otomanas que salieras de Argel . Posteriormente, Álvaro de Bazán se dirijo a Tánger para desembarcar a las tropas portuguesas que habían colaborado en la operación y, finalmente, la flota llegó a Cádiz.